# 43-тя окрема артилерійська бригада (Україна)
43-тя окрема артилерійська бригада імені гетьмана Тараса Трясила (43 ОАБр, в/ч А3085, пп В2050) — військове формування артилерійських військ Збройних сил України. Підпорядковується безпосередньо командуванню Сухопутних військ Збройних Сил України.
Частина була сформована восени 2014 року, після початку російської агресії. Базується у с. Дівички Київської області.
Бригада носить ім'я гетьмана Тараса Трясила — кошового отамана Війська Запорозького у XVII столітті.

## Історія

### Передумови
У лютому 2014 року почалася російська збройна агресія проти України: Росія вторглася до Криму та анексувала його. Вже у квітні розпочалися бойові дії війни на сході, після захоплення Слов'янська Донецької області російськими диверсійними загонами під командуванням Ігоря Гіркіна. Влітку українські війська вели бої на російсько-українському кордоні, під Донецьком, Луганськом, та на Приазов'ї, ізолюючи угруповання бойовиків від постачання з Росії та розсікаючи утримувані ними території. Після втручання регулярної російської армії, українські сили зазнали низку поразок і були змушені відійти від Луганська, Іловайська та Новоазовська.

### Створення
Бригада створена в кінці 2014 року на базі 5-го дивізіону 26-ї окремої артилерійської бригади, що був озброєний незадовго до того знятими зі зберігання артилерійськими установками 2С7 «Піон». 5-й дивізіон був перейменований на 191-й гарматний самохідний артилерійський дивізіон вже у складі 43-ї бригади.
2 травня 2015 року в наметовому містечку поблизу с. Дівички був виданий перший письмовий наказ командира військової частини.[джерело?]
У 2016 році 45 ОМПБ, що перебував у складі бригади, був розформований та на його базі був створений батальйон охорони.
В жовтні 2017 року заступника командира 44 ОАБр полковника Дорохова Олега Михайловича було призначено командиром 43 ОАБр.
14 жовтня 2020 року бригаді було присвоєно почесне найменування «імені гетьмана Тараса Трясила».

### Російське вторгнення 2022 року
Після початку повномасштабного російського вторгнення в Україну перші кілька тижнів бригада брала участь в боях у Київській області. Під час цих боїв розхід снарядів складав іноді понад 100 штук на одну артсистему на добу.
На початку осені 2022 року була передислокована на Харківщину для участі у харківській контрнаступальній операції. Там розхід снарядів складав близько 50 штук на одну артсистему на добу.
Після боїв на Харківщині повернулася до Донецької області.

## Структура
- управління (в тому числі, штаб);
- 1 самохідний артилерійський дивізіон 2С7 «Піон»;
- 2 самохідний артилерійський дивізіон 2С7 «Піон»;
- 3 самохідний артилерійський дивізіон 2С7 «Піон»;
- 4 самохідний артилерійський дивізіон 2С7 «Піон»;
- 209-й окремий протитанковий артилерійський дивізіон (пп В1660), м. Пирятин;[14][15][16]
- дивізіон артилерійської розвідки;
- ремонтна рота;
- рота матеріального забезпечення;
- польовий вузол зв'язку;
- медичний пункт.[17]

## Оснащення
- САУ 2С7 «Піон»[18]
- САУ Archer[19]
- САУ PzH 2000[18]

## Командування
- ????—2015: підполковник Стуженко Анатолій Ілліч[20]
- 2015—2017: полковник Добринін Євген Вікторович[21]
- 2017—2020: полковник Дорохов Олег Михайлович[7][22][23]
- 2020—2023: полковник Шевчук Олег Васильович[24]

## Втрати

### 2015
- 31 січня 2015 — Пономаренко Микола Миколайович, молодший сержант.[5]
- 31 січня 2015 — Воропай Василь Васильович, старший солдат.[5]
- 31 січня 2015 — Антоненко Павло Леонідович, старший солдат.[5]

### 2016
- 3 липня 2016 — Коваленко Михайло Васильович, старший солдат. Помер після 8 місяців хвороби.[25]

### 2022
- 21 квітня 2022 — Дуб Іван («Шаман»), майор. Загинув поблизу села Єлизаветівка на Донеччині.[26]

### 2023
- 19 березня 2023 — Жушман Максим Анатолійович. Помер у Полтавському шпиталі від хвороби.[27]
- 16 травня 2023 — Жаб'як Олександр Дмитрович, солдат, механік-водій Panzerhaubitze 2000. 18.08.1984, с. Витівка Полтавської громади. Загинув внаслідок артобстрілу біля села Федорівка Друга на Донеччині.[28][29][30][31]

### 2024
- 18 липня 2024 — Іваневич Володимир. м. Червоноград.[32]
- 19 липня 2024 — Місяць Віталій Васильович. 37 років, м. Вінниця. Загинув на Харківщині.[33]

### 2025
- 13 квітня 2025 — Кибукевич Микола Дмитрович (05.01.1968). Помер внаслідок онкологічного захворювання[34].
- 18 квітня 2025 — Галай Федір Федорович (06.06.1972) — солдат, спеціаліст зенітних кулеметів. Помер в лікарні в Миргороді внаслідок ішемічного інсульту, спричиненого тромбозом.[34].
- ?? квітень 2025 — Валентин Буравкін («Живчик»). Молодший сержант, радіотелефоніст відділення управління 1 самохідного артилерійського взводу 6 самохідної артилерійської батареї 2 самохідного артилерійського дивізіону. Помер після довготривалого лікування[35].

## Традиції
Щороку 2 травня відзначається День створення військової частини.[джерело?]
14 жовтня 2020 року, «з метою відновлення історичних традицій національного війська щодо назв військових частин, зважаючи на зразкове виконання поставлених завдань, високі показники в бойовій підготовці, а також з нагоди відзначення Дня захисника України», бригаді було присвоєно почесне найменування «імені гетьмана Тараса Трясила».
3 листопада 2022 року 43 окрема артилерійська бригада імені гетьмана Тараса Трясила указом Президента України Володимира Зеленського відзначена почесною відзнакою «За мужність та відвагу».

### Символіка
На нарукавному знаку бригади на червоному полі перехрещено дві гармати з двома гарматними кулями здолу.

## Вшанування
Найвищими державними нагродами відзначені:
- Головня Андрій Михайлович, молодший сержант, Герой України (2024).

## Галерея

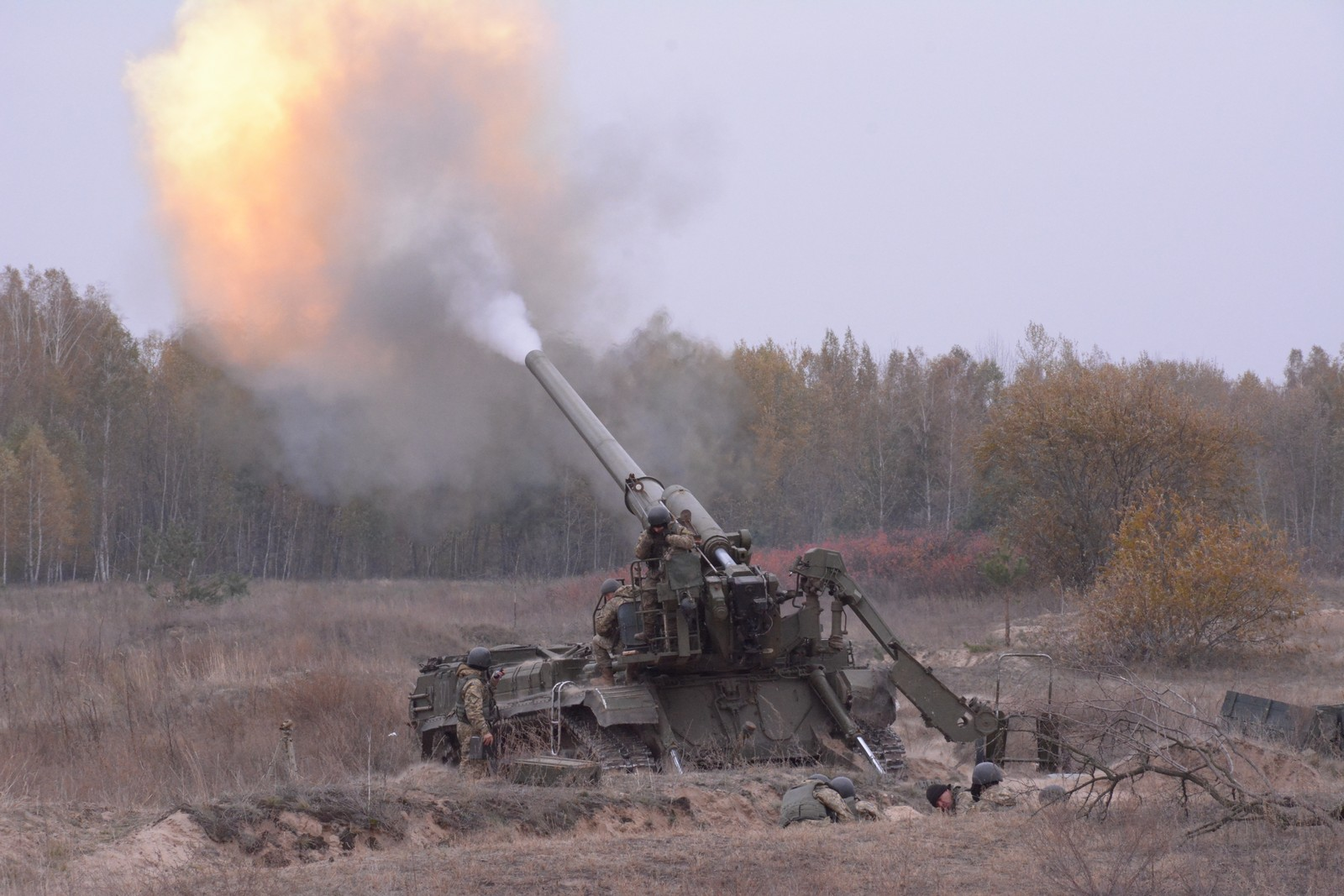
Бойові стрільби артилерійських підрозділів на полігоні «Дівички», 2016
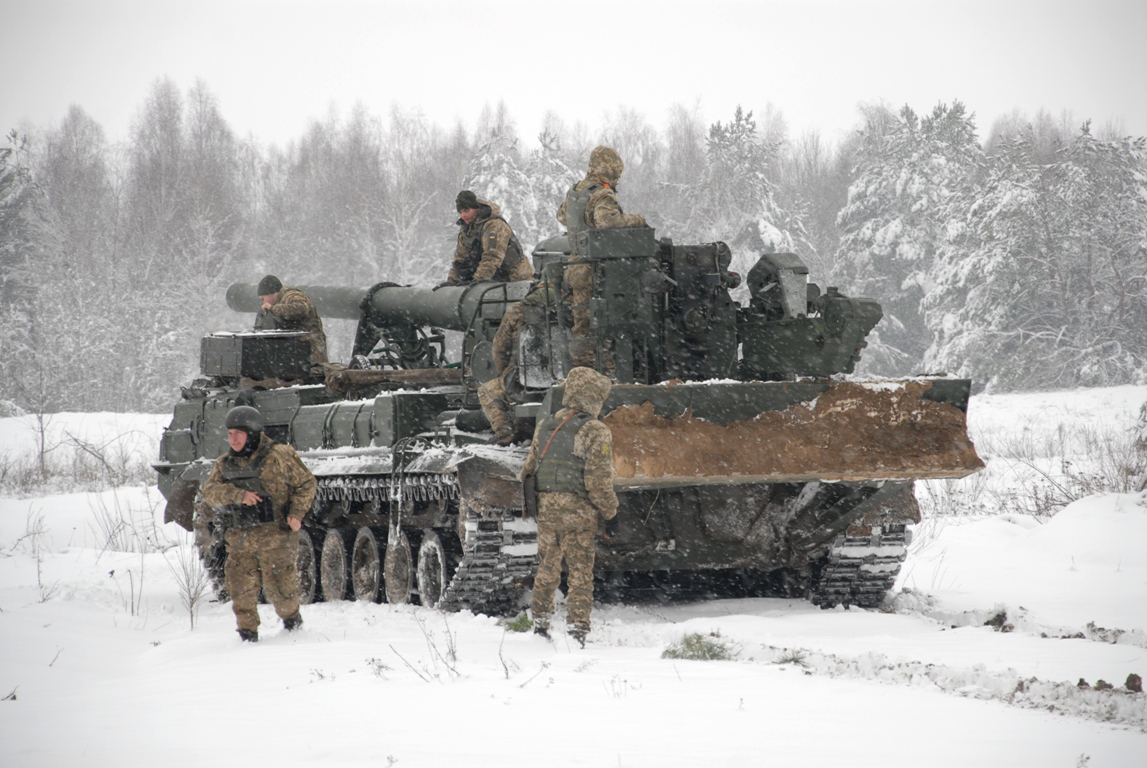
Навчання в 2017
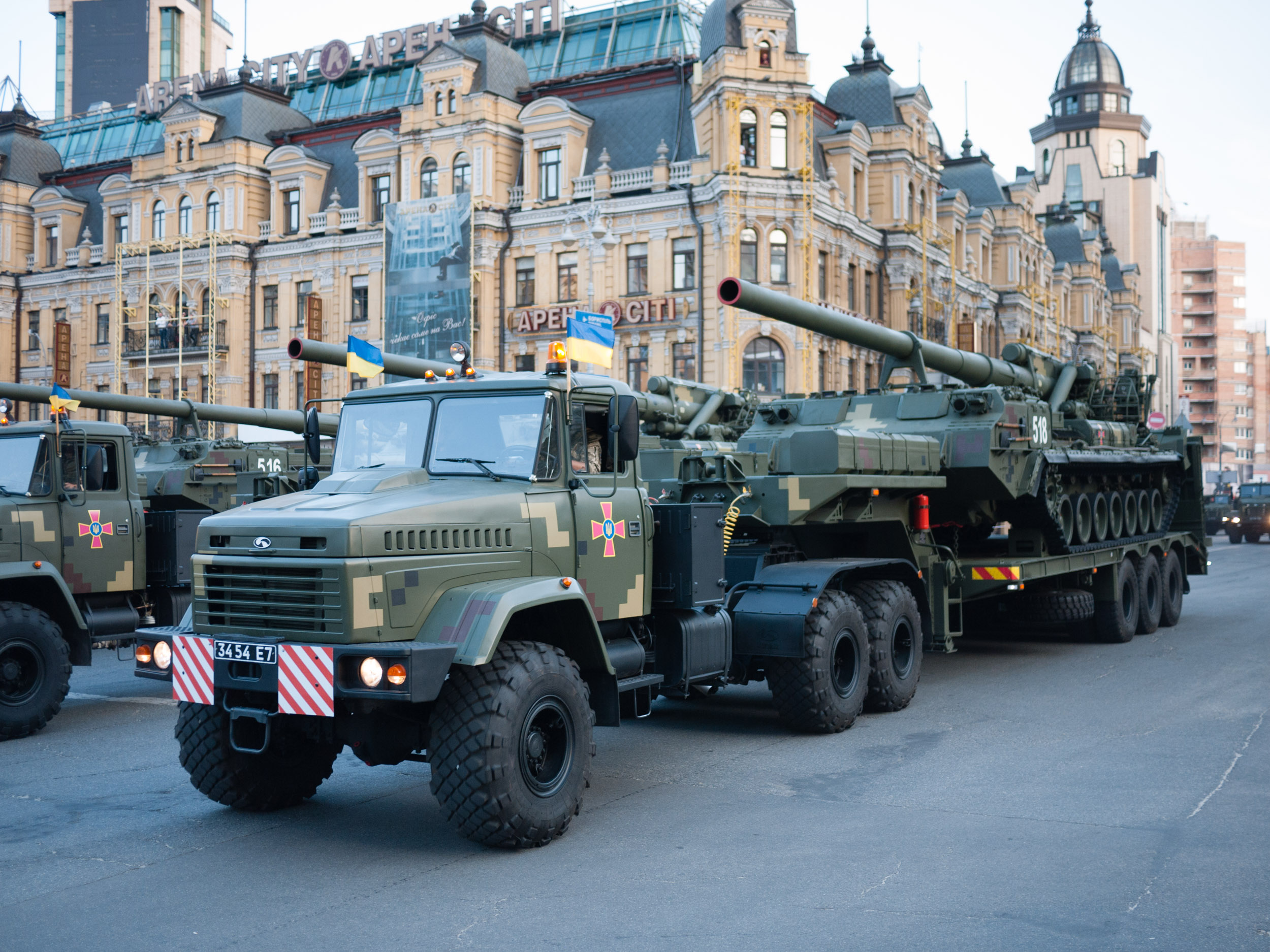
2С7 на параді в 2018
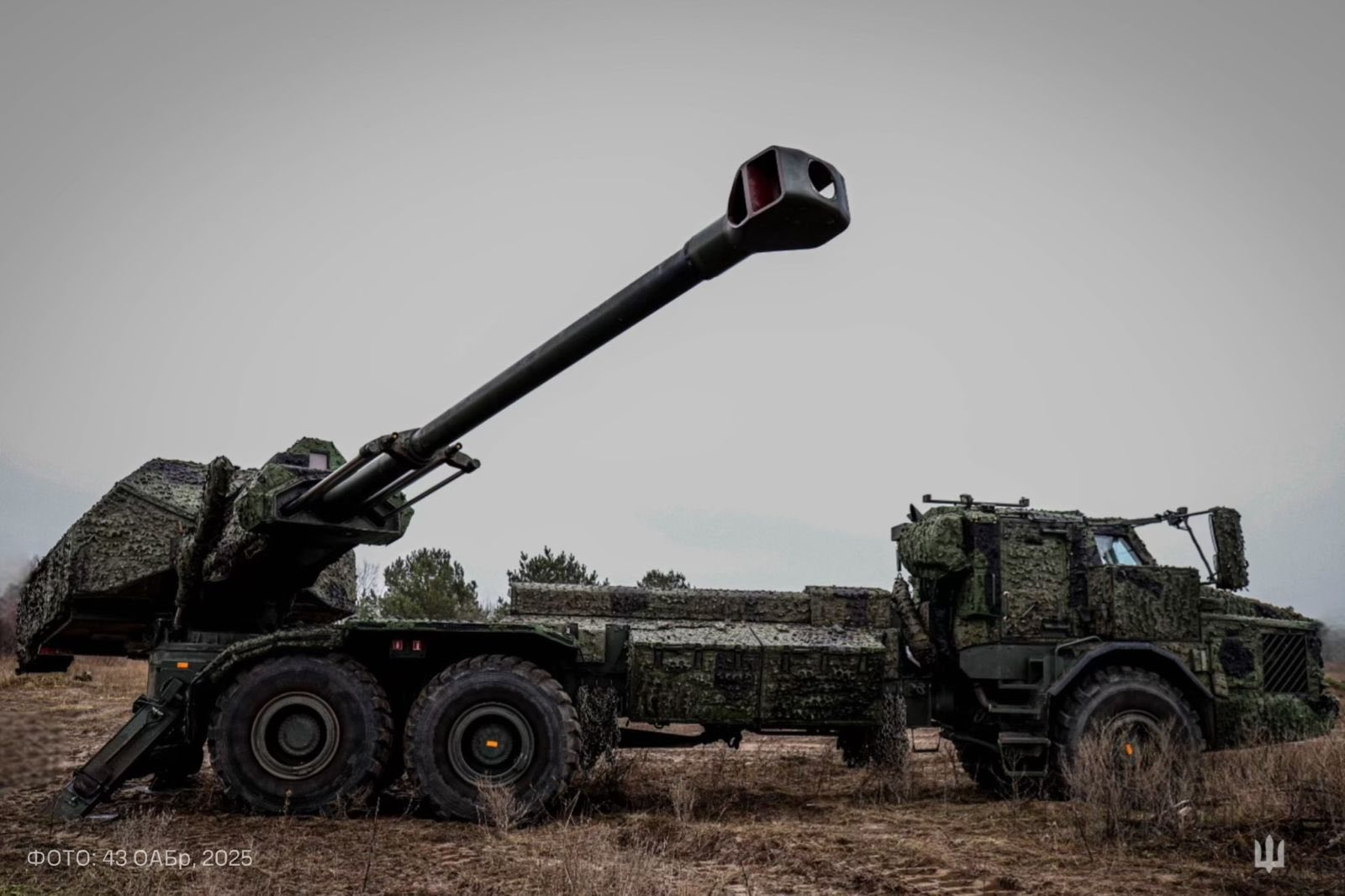
САУ Archer на озброєнні 43 ОАБр, квітень 2025 року.